# Grand Prix automobile d'Italie 1979
Résultats du Grand Prix d'Italie de Formule 1 1979 qui a eu lieu sur le circuit de Monza le 9 septembre 1979.

## Classement
| Pos  | N° | Pilote                | Écurie             | Tours | Temps/Abandon      | Grille | Points |
| ---- | -- | --------------------- | ------------------ | ----- | ------------------ | ------ | ------ |
| 1    | 11 | Jody Scheckter        | Ferrari            | 50    | 1 h 22 min 00 s 22 | 3      | 9      |
| 2    | 12 | Gilles Villeneuve     | Ferrari            | 50    | +0 s 46            | 5      | 6      |
| 3    | 28 | Clay Regazzoni        | Williams-Ford      | 50    | +4 s 78            | 6      | 4      |
| 4    | 5  | Niki Lauda            | Brabham-Alfa Romeo | 50    | +54 s 40           | 9      | 3      |
| 5    | 1  | Mario Andretti        | Lotus-Ford         | 50    | +59 s 70           | 10     | 2      |
| 6    | 4  | Jean-Pierre Jarier    | Tyrrell-Ford       | 50    | +1 min 01 s 55     | 16     | 1      |
| 7    | 2  | Carlos Reutemann      | Lotus-Ford         | 50    | +1 min 24 s 14     | 13     |        |
| 8    | 14 | Emerson Fittipaldi    | Fittipaldi-Ford    | 49    | +1 tour            | 20     |        |
| 9    | 27 | Alan Jones            | Williams-Ford      | 49    | +1 tour            | 4      |        |
| 10   | 3  | Didier Pironi         | Tyrrell-Ford       | 49    | +1 tour            | 12     |        |
| 11   | 9  | Hans-Joachim Stuck    | ATS-Ford           | 49    | +1 tour            | 15     |        |
| 12   | 36 | Vittorio Brambilla    | Alfa Romeo         | 49    | +1 tour            | 22     |        |
| 13   | 29 | Riccardo Patrese      | Arrows-Ford        | 47    | +3 tours           | 17     |        |
| 14   | 15 | Jean-Pierre Jabouille | Renault            | 45    | Moteur             | 1      |        |
| Abd. | 26 | Jacques Laffite       | Ligier-Ford        | 41    | Moteur             | 7      |        |
| Abd. | 20 | Keke Rosberg          | Wolf-Ford          | 41    | Moteur             | 23     |        |
| Abd. | 25 | Jacky Ickx            | Ligier-Ford        | 40    | Moteur             | 11     |        |
| Abd. | 18 | Elio De Angelis       | Shadow-Ford        | 33    | Embrayage          | 24     |        |
| Abd. | 35 | Bruno Giacomelli      | Alfa Romeo         | 28    | Sortie de piste    | 18     |        |
| Abd. | 16 | René Arnoux           | Renault            | 13    | Moteur             | 2      |        |
| Abd. | 7  | John Watson           | McLaren-Ford       | 13    | Accident           | 19     |        |
| Abd. | 8  | Patrick Tambay        | McLaren-Ford       | 3     | Moteur             | 14     |        |
| Abd. | 30 | Jochen Mass           | Arrows-Ford        | 3     | Suspension         | 21     |        |
| Abd. | 6  | Nelson Piquet         | Brabham-Alfa Romeo | 1     | Accident           | 8      |        |
| Nq.  | 17 | Jan Lammers           | Shadow-Ford        |       | Non qualifié       |        |        |
| Nq.  | 22 | Marc Surer            | Ensign-Ford        |       | Non qualifié       |        |        |
| Nq.  | 24 | Arturo Merzario       | Merzario-Ford      |       | Non qualifié       |        |        |
| Nq.  | 31 | Héctor Rebaque        | Rebaque-Ford       |       | Non qualifié       |        |        |

Légende :
- Abd.=Abandon

## Pole position et record du tour
- Pole position : Jean-Pierre Jabouille en 1 min 34 s 580 (vitesse moyenne : 220,765 km/h).
- Meilleur tour en course : Clay Regazzoni en 1 min 35 s 60 au 46e tour (vitesse moyenne : 218,410 km/h).

## Tours en tête
- Jody Scheckter : 39 (1 / 13-50)
- René Arnoux : 11 (2-12)

## À noter
- 10e victoire pour Jody Scheckter.
- 78e victoire pour Ferrari en tant que constructeur.
- 78e victoire pour Ferrari en tant que motoriste.
- À l'issue de cette course, Ferrari est champion du monde des constructeurs et Jody Scheckter champion du monde des pilotes.